# Санта-Мария-Иммаколата аль’Эсквилино (титулярная диакония)
Титулярная диакония Санта-Мария-Иммаколата-аль-Эсквилино (лат. Diaconia Sanctæ Mariæ Immaculatæ in Exquiliis) — титулярная церковь; была создана Папой Франциском 28 июня 2018 года. Титулярная диакония принадлежит церкви Санта-Мария-Иммаколата-аль-Эсквилино, расположенной в районе Рима Эсквилино, на Эмануэле Филиберто.

## Список кардиналов-дьяконов и кардиналов-священников титулярной диаконии Санта-Мария-Иммаколата-аль-Эсквилино
- Конрад Краевский — (28 июня 2018 — по настоящее время).